# Melissa Mathison
Melissa Mathison est une scénariste américaine née le 3 juin 1950 à Los Angeles (Californie), où elle est morte le 4 novembre 2015 . Elle est notamment connue pour avoir écrit le scénario des films E.T., l'extra-terrestre (1982),  L'Indien du placard (1995) et Kundun (1997).

## Biographie

### Jeunesse et débuts
Melissa Marie Mathison est la fille de Richard Randolph Mathison, journaliste, et Margaret Jean « Pegeen » Kieffer.
Elle étudie les sciences politiques à l'université de Californie à Berkeley mais abandonne en cours de route pour travailler comme assistante du réalisateur Francis Ford Coppola, un ami de sa famille. Sur les conseils de ce dernier elle rédige son premier scénario, The Black Stallion, qui sera porté à l'écran en 1979 par Carroll Ballard.

### Rencontre avec le dalaï-lama
En 1990, à Santa Barbara, alors qu'elle écrit le scénario de Kundun, elle rencontre pour la première fois le dalaï-lama. Elle le revoit ultérieurement à plusieurs reprises lors d'autres visites à Santa Barbara et en Inde pour bénéficier de ses conseils sur le film et se lie avec lui d'une amitié durable.
La lecture du scénario soumis par son agent Jay Maloney et une rencontre avec Richard Gere en 1992 convainquent Martin Scorsese d'accepter la proposition de réaliser ce film sur la vie du dalaï-lama, qu'il rencontrera plusieurs fois par l'entremise de Mathison.

### Décès
Melissa Mathison meurt le 4 novembre 2015 de complications dues à un cancer neuroendocrinien.

### Vie privée
Le 14 mars 1983, elle épouse l'acteur Harrison Ford avec lequel elle a un fils, Malcolm, né le 3 octobre 1987, et une fille, Georgia, née le 30 juin 1990. Ils divorcent après plus de vingt ans de mariage, le 6 janvier 2004. Ce divorce est l'un des plus coûteux de Hollywood.

### Engagement militant
En 1992, avec son époux Harrison Ford, Melissa Mathison se rend au Tibet sous la conduite du guide Gendun Rinchen. Un an plus tard, celui-ci est arrêté et détenu pour avoir tenté de fournir des informations sur les droits de l'homme au Tibet à une délégation étrangère. Harrison Ford et Melissa Mathison jouent un rôle dans la campagne pour sa libération (il est relâché au bout de huit mois), notamment en appelant à sa libération sur la BBC World Service en juin 1993 et en publiant en septembre de la même année dans le New York Times un article d'opinion intitulé « Where is Gendun Rinchen? » et signé par Melissa Mathison,.
Continuant à militer pour ce qu'elle appelle « l'autonomie tibétaine », Melissa Mathison devient membre en 1995 du conseil d'administration de l'International Campaign for Tibet.
Après qu'Harrison Ford et Melissa Mathison ont témoigné devant le Comité des affaires étrangères du Sénat des États-Unis et le Sous-comité pour l'Asie et le Pacifique le 7 septembre 1997 pour attirer l'attention sur la situation au Tibet, ils se voient tous deux interdits d'entrer en Chine indéfiniment à l'instar d'autres célébrités d'Hollywood dont Richard Gere,,.

## Polémique
À propos du scénario du film E.T., l'extra-terrestre, l'écrivain français Yvette de Fonclare révèle qu'elle y a découvert avec surprise le récit de son propre roman L'Enfant des étoiles écrit en 1979 et qui relate la rencontre entre des enfants et un jeune extraterrestre perdu sur la Terre. En février 1981, elle avait envoyé son manuscrit à la société Walt Disney dans l'espoir de voir naître un film tiré de son œuvre. Melissa Mathison, la scénariste du film E.T. l'extra-terrestre, travaillait chez Walt Disney quand madame de Fonclare envoya son manuscrit. Cette dernière émet l'hypothèse du plagiat de son ouvrage si ce n'est une très forte coïncidence,.

## Filmographie
Sauf indication contraire, les informations mentionnées dans cette section peuvent être confirmées par la base de données cinématographiques IMDb,  présente dans la section « Liens externes ».

### Scénariste
- 1979 : L'Étalon noir (The Black Stallion) de Carroll Ballard
- 1982 : E.T. l'extra-terrestre (E.T. the Extra-Terrestrial) de Steven Spielberg
- 1982 : The Escape Artist de Caleb Deschanel
- 1983 : La Quatrième Dimension (Twilight Zone: The Movie) - 2e segment de Steven Spielberg
- 1991 : Son of the Morning Star, téléfilm de Mike Robe
- 1995 : L'Indien du placard (The Indian in the Cupboard) de Frank Oz
- 1997 : Kundun de Martin Scorsese
- 2016 : Le Bon Gros Géant (The BFG) de Steven Spielberg

### Autres
- 1974 : Le Parrain, 2e partie (Mario Puzo's The Godfather: Part II) de Francis Ford Coppola (assistante)
- 1979 : Apocalypse Now de Francis Ford Coppola (assistante)
- 2008 : Ponyo sur la falaise 崖の上のポニョ (Gake no ue no Ponyo?) de Hayao Miyazaki (consultante pour la version anglophone)

## Distinctions
En 1998, le dalaï-lama lui a remis, ainsi qu'au réalisateur américain Martin Scorsese, le prix Lumière de la vérité pour le film Kundun,.